# Gnathaphanus upoluensis
Gnathaphanus upoluensis är en skalbaggsart som först beskrevs av Csiki 1915.  Gnathaphanus upoluensis ingår i släktet Gnathaphanus och familjen jordlöpare. Inga underarter finns listade i Catalogue of Life.